# Negeta cyrtogramma
Negeta cyrtogramma är en fjärilsart som beskrevs av Louis Beethoven Prout 1927. Negeta cyrtogramma ingår i släktet Negeta och familjen trågspinnare. Inga underarter finns listade i Catalogue of Life.